# Patrick Bosso
Patrick Bosso (Marsiglia, 12 ottobre 1962) è un attore e regista francese.

## Biografia
Patrick Bosso, attore e regista francese, è nato a Marsiglia ed è cresciuto nel quartiere Le Panier, uno dei più vecchi e caratteristici della città. Trasferitosi a Parigi nel 1989, segue dei corsi di teatro con Niels Arestrup che lo indirizza verso il one man show.
In occasione delle celebrazioni per il bicentenario della Rivoluzione francese fa il suo debutto come attore in C'est méchant al teatro Maria Stuarda, grazie all'aiuto finanziario di Éric Cantona.
La sua carriera prosegue quindi sia a teatro sia in vari film, tra cui il più noto in Italia è Giù al Nord del 2008. Nel 2016, è il protagonista della serie TV Marseille di Kad Merad.

## Filmografia parziale

### Attore
- Professione: poliziotto (Le marginal), regia di Jacques Deray (1983)
- Didier, regia di Alain Chabat (1996)
- Giù al Nord (Bienvenue chez les Ch'tis), regia di Dany Boon (2008)
- F.B.I. - Due agenti impossibili (Mais qui a retué Pamela Rose?), regia di Olivier Baroux e Kad Merad (2012)
- Torno da mia madre (Retour chez ma mère), regia di Éric Lavaine (2016)
- Marseille, regia di Kad Merad - serie TV (2016)
- AAA genero cercasi (Le gendre de ma vie), regia di François Desagnat (2018)
- Leo Mattei - Unità Speciale (Léo Mattéï, Brigade des Mineurs) - serie TV (2019)